# Мазур Володимир Степанович

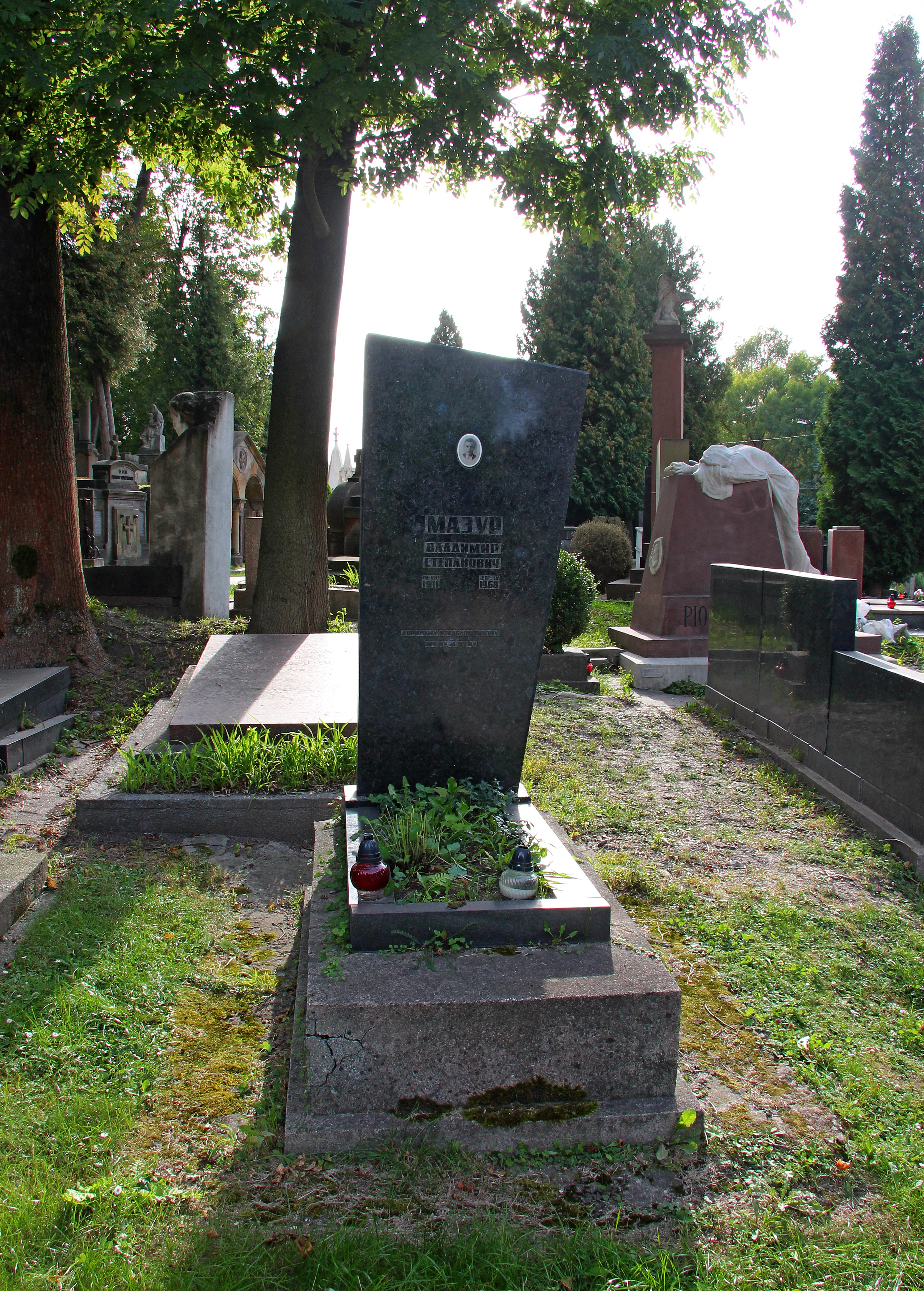

Володимир Степанович Мазур (19 серпня 1911, місто Алчевськ Катеринославської губернії, тепер Луганська область — 28 квітня 1968, Львів) — український радянський діяч, 2-й секретар Львівського міського комітету КПУ. Депутат Львівської обласної ради депутатів трудящих.

## Біографія
Народився у родині робітника. Трудову діяльність розпочав у 1926 році слюсарем заводів міст Алчевська та Севастополя.
У 1937 році закінчив Свердловський гірничий інститут.
У 1937—1939 роках — головний механік Південно-Карабашського рудоуправління, головний механік Карабашського мідеплавильного заводу Челябінської області.
Член ВКП(б) з 1939 року.
У 1939—1946 роках — в Червоній армії. Учасник німецько-радянської війни у 1945 році. Служив помічником начальника телеграфно-телефонного відділення відділу зв'язку 36-ї армії.
У 1946—1952 роках — інструктор, заступник завідувача і завідувач відділу Львівського обласного комітету КП(б)У.
У січні 1952 — січні 1963 — 2-й секретар Львівського міського комітету КПУ.
У липні 1963 — 28 квітня 1968 — голова правління Львівського обласного міжколгоспного об'єднання із будівництва (облміжколгоспбуду).
Помер у місті Львові. Похований на полі № 1 Личаківського цвинтаря 30 квітня 1968 року.

## Звання
- старший лейтенант

## Нагороди
- орден Трудового Червоного Прапора
- орден Червоної Зірки (27.08.1945)
- медалі
- Почесна грамота Президії Верховної Ради Української РСР (29.12.1967)